# Ferrocarril al Nahuel Huapi
El ferrocarril al Nahuel Huapi fue el proyecto por el cual se extendió la línea del ferrocarril General Roca hasta las márgenes del lago Nahuel Huapi y la localidad de Bariloche.

## Antecedentes
En la primera década del siglo XX en Argentina se hacen importantes planteos para la ocupación efectiva del territorio nacional. 
Dentro del proyecto más amplio para el poblamiento de la Patagonia, propuesto por el ministro de Agricultura, Ezequiel Ramos Mexía durante la presidencia de Figueroa Alcorta, que se enmarcó en la Ley N.º 5559 sobre Fomento de los Territorios Nacionales, se planteó el estudio, la exploración y la explotación de varias líneas de ferrocarril en esa zona austral, entre ellas, en el Territorio de Río Negro, la de San Antonio Oeste, sobre la costa, hasta el Lago Nahuel Huapi en la zona cordillerana.
Para superar pasadas experiencias de especulación, en esta ocasión el rol del Estado se planteó de manera distinta a los proyectos de la generación del 80 que promovían el ferrocarril en manos privadas. Aquí de lo que se trataba es de un ferrocarril colonizador que debía estar en manos del Estado, para poder cobrar fletes más baratos que estimularan la producción y población; e incluía un interesante sistema de financiamiento: El ferrocarril incrementaba el valor de la tierra, con la venta de la cual se pagaba su construcción.

## Construcción
Pese al empuje del ministro, el sistema ferroviario patagónico sería ejecutado lentamente y sólo en parte. A finales de 1908 se comenzó Desde San Antonio Oeste la construcción de la línea, con una cuadrilla de cien obreros. La responsabilidad de la obra quedó a cargo de dos italianos: el ingeniero Guido Jacobacci (nacido en Módena) profesional que contaba con una gran experiencia en la construcción de líneas férreas en la Argentina, fue nombrado director de Ferrocarriles Patagónicos. El segundo Jefe era Carlos Brevia. Se formó un equipo de trabajo multinacional. Para el estudio de la localización de agua en el trazado se contrató al prestigioso topógrafo y geólogo norteamericano Bailey Willis. 
Hacia 1913 faltaba la decisión política de concluir el trazado y renunció su constructor, el ingeniero Jacobacci, aunque siguió trabajando luego de presentada su renuncia. Las vías quedaron poco después en el kilómetro 392, cuatro más allá de la tranquera de la estancia inglesa Maquinchao. Intereses encontrados y la Primera Guerra Mundial impusieron una detención de varios años. Con la muerte de Roque Sáenz Peña y el nuevo gobierno de Victorino de la Plaza, en 1914 prácticamente se abandonó el proyecto.

## Finalización

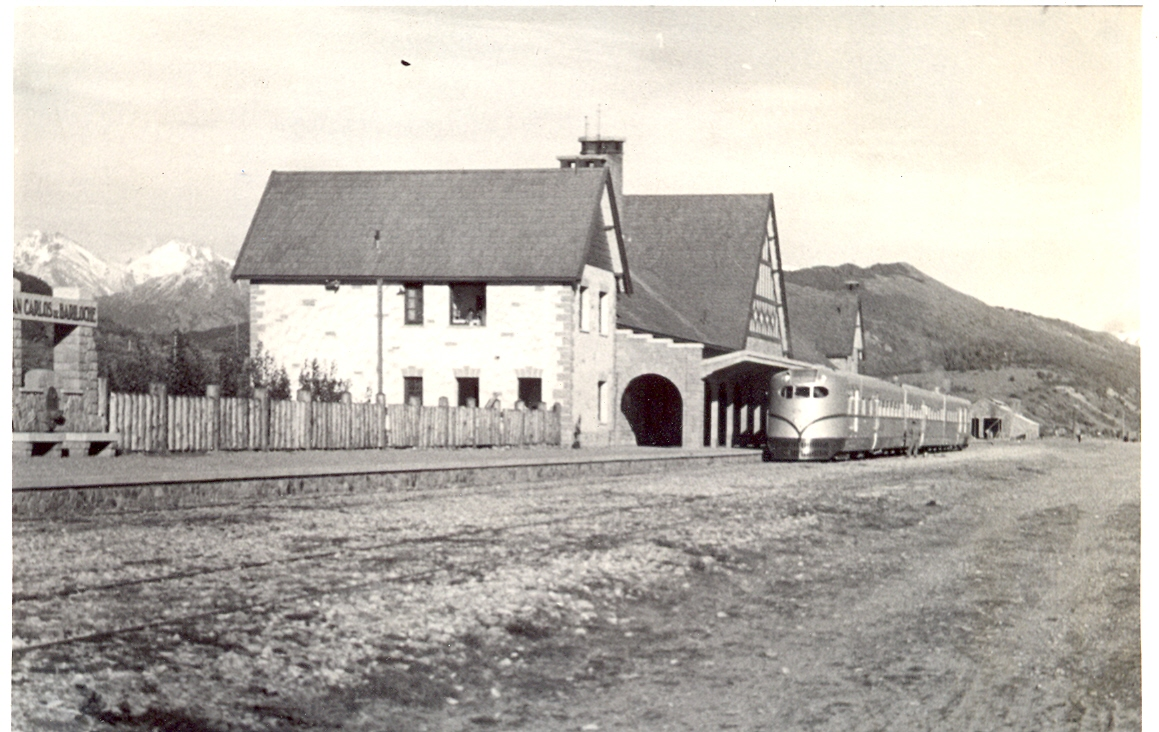
Vista de la estación Bariloche en 1945.

Los trabajos se retomaron en 1922, pero dificultades técnicas y vaivenes políticos y económicos demoraron la finalización de las obras hasta 1934.
Esta línea de ferrocarril fue un factor muy importante para la marcha de la producción y poblamiento de las mesetas del sur del Río Negro, hoy conocidas como Línea Sur. También permitió el desarrollo de Bariloche sobre bases turísticas y la integración territorial rionegrina.

## Operación
El ramal fue operado por Ferrocarriles Argentinos y luego permaneció bajo el control de Servicios Ferroviarios Patagónicos, empresa perteneciente la provincia de Río Negro.